# 井伊直満
井伊 直満（いい なおみつ）は、戦国時代の武将。今川氏の家臣。遠江国引佐郡井伊谷城主井伊直平の次男または三男。

## 人物
井伊氏は遠江の国人であるが、父直平と共に今川義元に仕えた。長兄直宗の嫡男で甥にあたる直盛に男子がいなかったため、自身の子・直親を養嗣子にする約束をしたが、直親が家督相続することを嫌う家臣の反感を買った。特に井伊家家老・小野政直とはもともと仲が悪く、井伊家の領地を横領しはじめた甲斐国武田軍に対して直満と弟・直義が父・直平の命令で軍備を進めていたところ、政直が「直満・直義兄弟に逆意あり」と今川義元に讒言した。天文13年（1544年）12月23日、直満は直義とともに駿府に呼び出され義元に弁明したが、政直の讒言を信じた義元に殺害された。

## 登場する作品
- おんな城主 直虎（2017年、NHK大河ドラマ、演：宇梶剛士）